# Pavel Datsjoek
Pavel Valerijevitsj Datsjoek (Russisch: Па́вел Вале́рьевич Дацю́к) (Sverdlovsk, 20 juli 1978) is een Russisch ijshockeyer.
Datsjoek won tijdens de Olympische Winterspelen 2018 de gouden medaille met de Russische ploeg en op de Olympische Winterspelen 2002 de bronze medaille.
Datsjoek werd een maal wereldkampioen (2012).
Datsjoek wist twee keer de Stanley Cup te winnen. Met de Detroit Red Wings in 2002 en 2008.